# Alan Warriner-Little
Alan Warriner-Little (Lancaster, Lancashire, 24 maart 1962) beter bekend als The Iceman is een Engelse darter en de voormalige nummer #1 van de Professional Darts Corporation.
Vanaf de begin jaren negentig tot begin jaren 2000 heeft Warriner altijd boven in de rankings gestaan. Zo was hij de nummer 1 van de BDO in 1993 en de nummer 1 van de PDC in 1993, 1995, 1998, 2001 en 2002.
De winnaar van de Sky Bet World Grand Prix in 2001, bereikte tweemaal de finale van het World Matchplay en eenmaal die van de Embassy (1993, 6-3 nederlaag tegen John Lowe) en de Winmau World Masters. Daarnaast heeft Warriner onder meer het British Open (1990) en UK Matchplay (1995) gewonnen.
Vanaf 2003/2004 gaat het minder met Warriners darts en is hij weggezakt uit de top van PDC-ranking. Op het PDC Ladbrokes World Darts Championship behaalde Warriner in 2006, sinds lange tijd weer eens een aansprekend resultaat: hij bereikte de kwartfinale waarin hij strandde tegen landgenoot Wayne Mardle. Inmiddels is Warriner geen professionele darter meer.

## Gespeelde WK-finales
- 1993 John Lowe - Alan Warriner-Little 6 - 3 ('best of 11 sets')

## Resultaten op Wereldkampioenschappen

### BDO
- 1989: Laatste 16 (verloren van Jocky Wilson met 2-3)
- 1990: Laatste 32 (verloren van Mike Gregory met 0-3)
- 1991: Kwartfinale (verloren van  Bob Anderson met 3-4)
- 1992: Kwartfinale (verloren van Kevin Kenny met 0-4)
- 1993: Runner-up (verloren van John Lowe met 3-6)

### WDF
- 1989: Laatste 16 (verloren van Tony Payne met 3-4)
- 1991: Kwartfinale (verloren van Martin Phillips met 2-4)

### PDC
- 1994: Kwartfinale (verloren van  Steve Brown met 3-4)
- 1995: Laatste 24 (groepsfase verloren van Dennis Smith & Tom Kirby)
- 1996: Kwartfinale (verloren van Dennis Priestley met 1-4)
- 1997: Kwartfinale (verloren van Eric Bristow met 3-5)
- 1998: Laatste 24 (groepsfase)
- 1999: Halve finale (verloren van Phil Taylor met 3-5)
- 2000: Kwartfinale (verloren van Phil Taylor met 0-5)
- 2001: Kwartfinale (verloren van John Part met 1-4)
- 2002: Laatste 16 (verloren van Colin Lloyd met 4-6)
- 2003: Halve finale (verloren van Phil Taylor met 1-6)
- 2004: Kwartfinale (verloren van Phil Taylor met 1-5)
- 2005: Laatste 32 (verloren van  Paul Williams met 1-4)
- 2006: Kwartfinale (verloren van Wayne Mardle met 0-5)
- 2007: Laatste 64 (verloren van Alan Tabern met 0-3)
- 2008: Laatste 32 (verloren van Peter Manley met 1-4)

### WSDT (Senioren)
- 2022: Laatste 24 (verloren van Larry Butler met 0-3)

## Resultaten op de World Matchplay
- 1994: Laatste 16 (verloren van Jocky Wilson met 8-10)
- 1995: Laatste 16 (verloren van Paul Lim met 5-8)
- 1996: Kwartfinale (verloren van  Bob Anderson met 8-11)
- 1997: Runner-up (verloren van Phil Taylor met 11-16)
- 1998: Laatste 16 (verloren van Steve Beaton met 7-9)
- 1999: Laatste 16 (verloren van Colin Lloyd met 2-13)
- 2000: Runner-up (verloren van Phil Taylor met 12-18)
- 2001: Laatste 16 (verloren van Martin Adams met 11-13)
- 2002: Laatste 16 (verloren van Keith Deller met 11-13)
- 2003: Kwartfinale (verloren van Wayne Mardle met 8-16)
- 2004: Laatste 16 (verloren van Mark Dudbridge met 13-15)
- 2005: Laatste 32 (verloren van Dave Askew met 7-10)
- 2006: Laatste 32 (verloren van Andy Jenkins met 9-11)
- 2007: Laatste 32 (verloren van John Part met 5-10)